# Venera 2MV-1 No.1

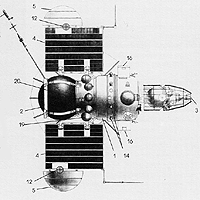
Spoutnik 19

Venera 2MV-1 No.1, communément appelé sous le nom de Spoutnik 19, était un vaisseau spatial soviétique lancé en 1962 dans le cadre du programme Venera.
En raison d'un problème avec son étage supérieur, ce dernier n'a pas réussi à quitter l'orbite terrestre basse et redescendra dans l'atmosphère quelques jours plus tard. Il s'agit du premier des deux vaisseaux spatiaux Venera 2MV-1 n'ayant pas réussi à quitter l'orbite terrestre.

## Lancement
Venera 2MV-1 No.1 a été lancé à 02:18:45 heure UTC le 25 août 1962, à bord d'un lanceur Molnia 8K78 ayant décollé depuis le site 1/5 du cosmodrome de Baïkonour. Les trois premiers étages de la fusée ont fonctionné normalement, injectant le quatrième étage et la charge utile sur une orbite terrestre basse. Le quatrième étage a ensuite continué sa route jusqu'à 1 heure et 50 secondes après le lancement, lorsque ses moteurs d'ullage furent mis en procédure d'allumage. L'un de ces derniers n'a pas fonctionné correctement et lorsque le moteur principal s'est enclenché pour une combustion de quatre minutes afin de placer le vaisseau spatial en orbite héliocentrique, la maitrise de l'étage est devenue hors de contrôle. 45 secondes plus tard, son moteur s'est coupé, laissant le vaisseau spatial bloqué en orbite terrestre. Il est rentré dans l'atmosphère le 28 août 1962, à peine trois jours après son lancement.

## Désignation du nom
Les désignations de Spoutnik 23, et également plus tard de Spoutnik 19 ont été utilisées par le commandement spatial naval Américain pour identifier le vaisseau spatial dans ses documents de synthèse de la situation des satellites, car l'Union soviétique n'avait pas divulgué les désignations internes de son vaisseau spatial au moment des faits et ne lui avait pas attribué de nom officiel en raison de son échec à quitter l'orbite géocentrique.